# راون
راون (به آلمانی: Rauen) یک شهر در آلمان است که در اودر-اشپری واقع شده‌است. راون ۱٬۹۱۹ نفر جمعیت دارد.